# سالمه، استونی
سالمه (به لاتین: Salme) یک منطقهٔ مسکونی در استونی است که در دهستان سالمه واقع شده‌است. جمعیت سالمه در ژانویه ۲۰۱۶ میلادی ۱۱۹۵ نفر بوده است.